# Judah III
Judah III (también llamado Nesiah II, en hebreo: יהודה הנשיא) ocupó el cargo de Nasí del antiguo Sanedrín judío entre los años 290 y 320 después de Cristo. Era un famoso sabio judío mencionado en las obras clásicas de la ley oral del judaísmo, que vivió durante el siglo III y principios del siglo IV después de Cristo. Judá III figura en la Mishná y en el Talmud. Era el nieto de Judá II y el hijo de Gamaliel IV. Judah III ocupó el cargo de patriarca, probablemente durante el final del siglo III y principios del siglo IV, fue alumno del Rabino Yohanan. Judah III ordenó a los alumnos del Rabino Yohanan: Ami y Así, organizar escuelas para niños en las ciudades de Palestina. Ami aparece especialmente como su consejero en cuestiones relacionadas con la Hagadá.